# Anthony (voornaam)
Anthony is de Engelse variant van de jongensnaam Antonius. Het is een vaak voorkomende voornaam in Engelstalige landen. De naam wordt ook geschreven als Antony en wordt vaak afgekort tot Tony en soms tot Ant.
De naam werd oorspronkelijk geschreven als Antony, zoals in Shakespeares toneelstuk Antony and Cleopatra. In de 17e eeuw werd er echter een "h" in de naam ingevoegd door de onjuiste associatie met het Griekse woord ἄνθος (anthos), dat "bloem" betekent.

## Bekende naamdragers

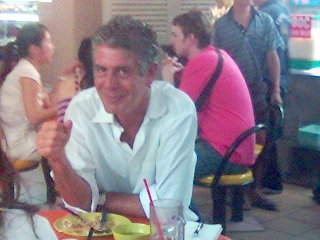
Anthony Bourdain

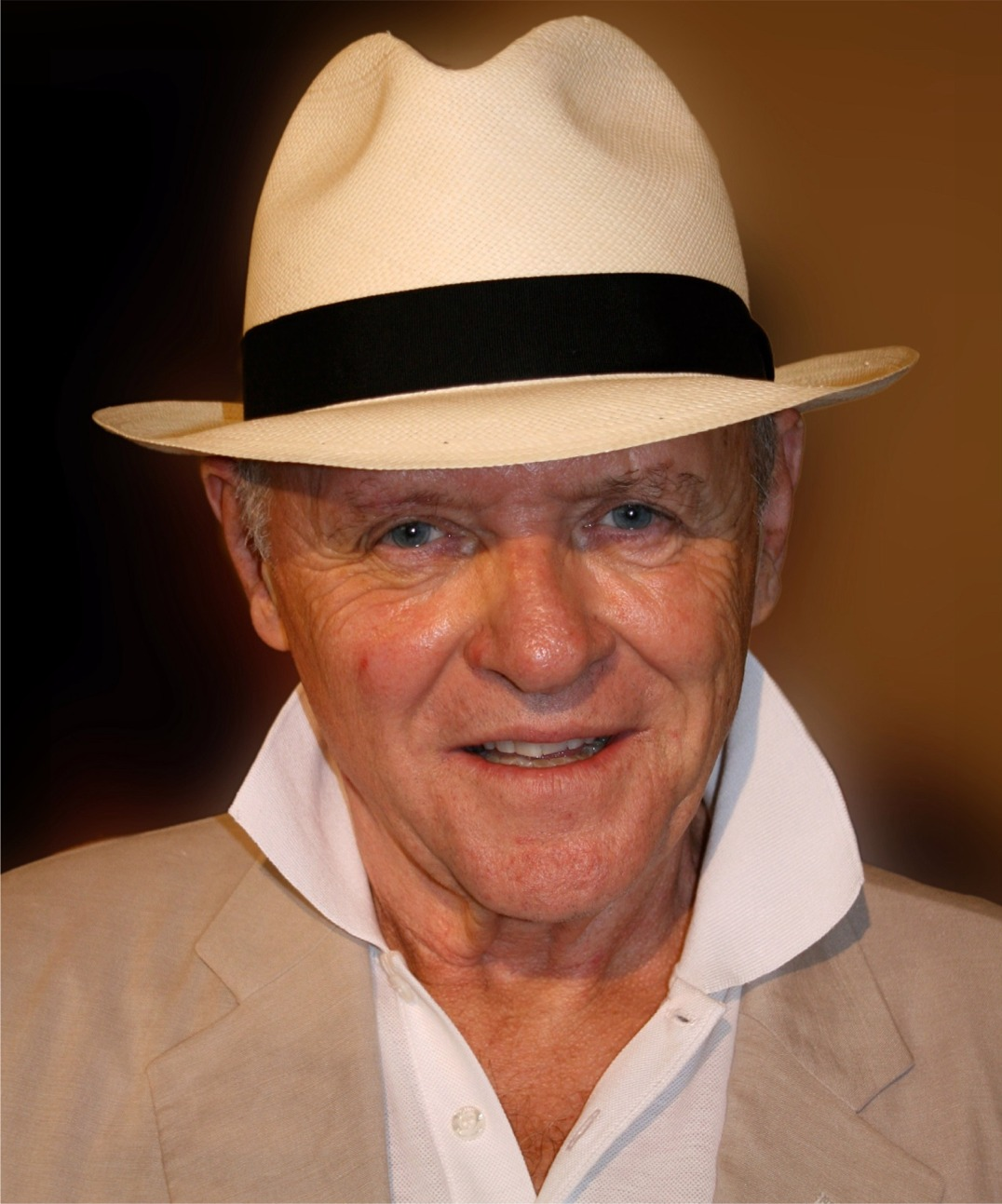
Anthony Hopkins

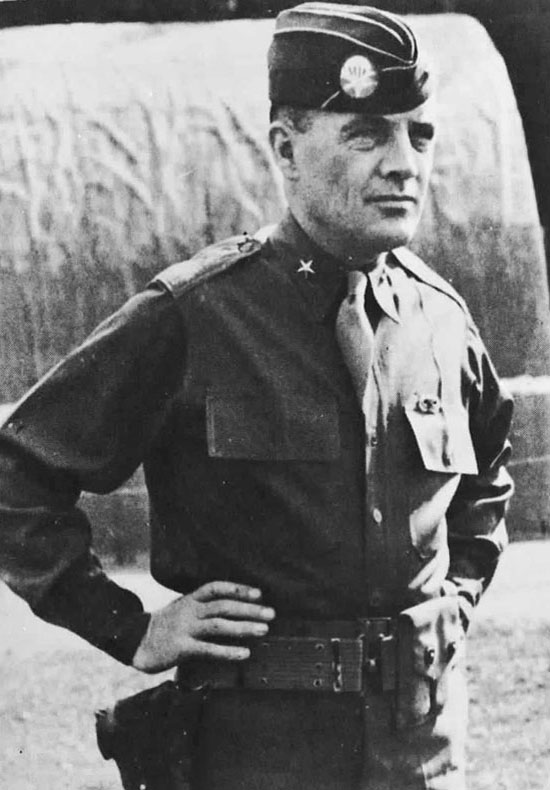
Anthony McAuliffe

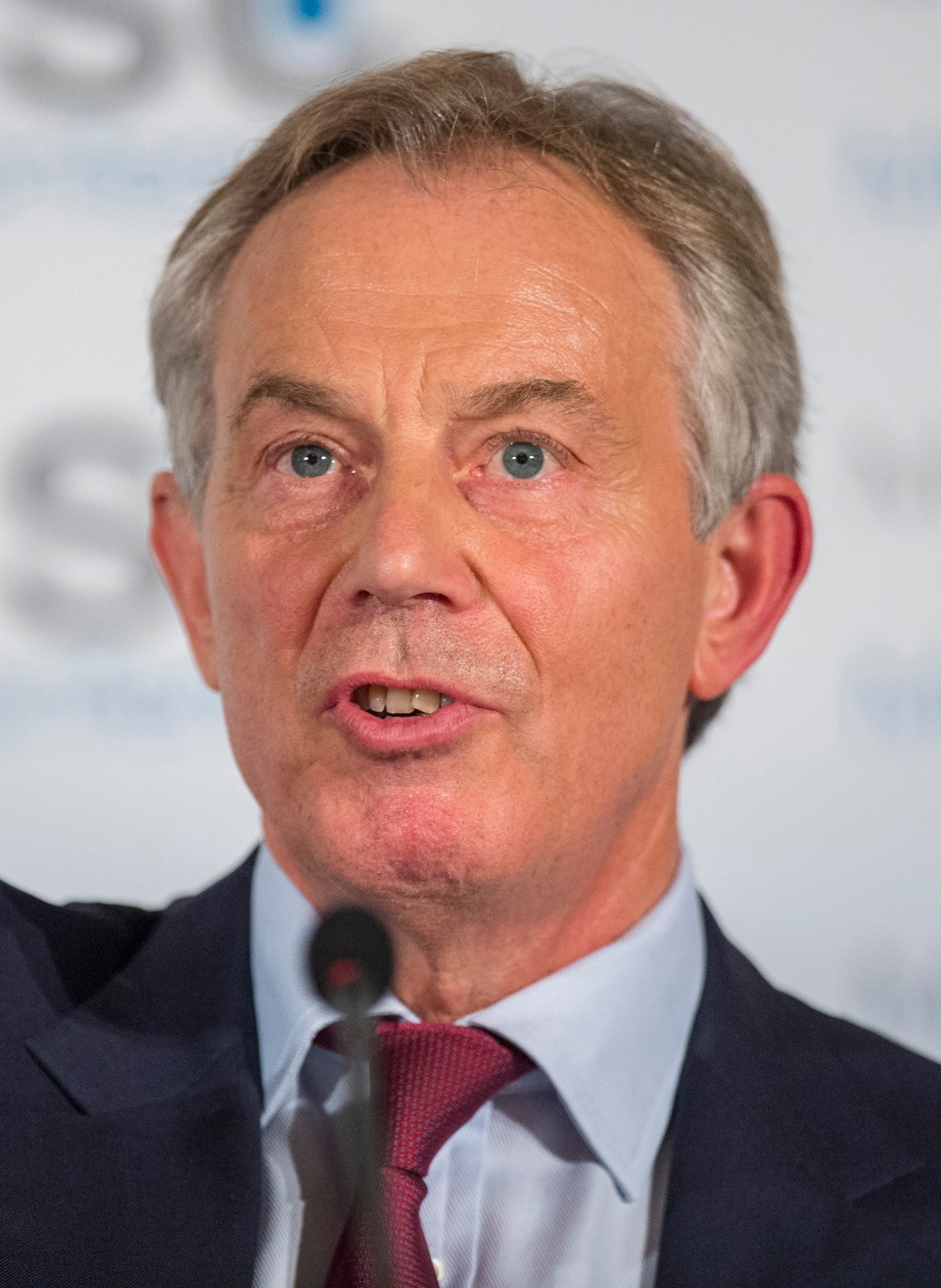
Tony Blair

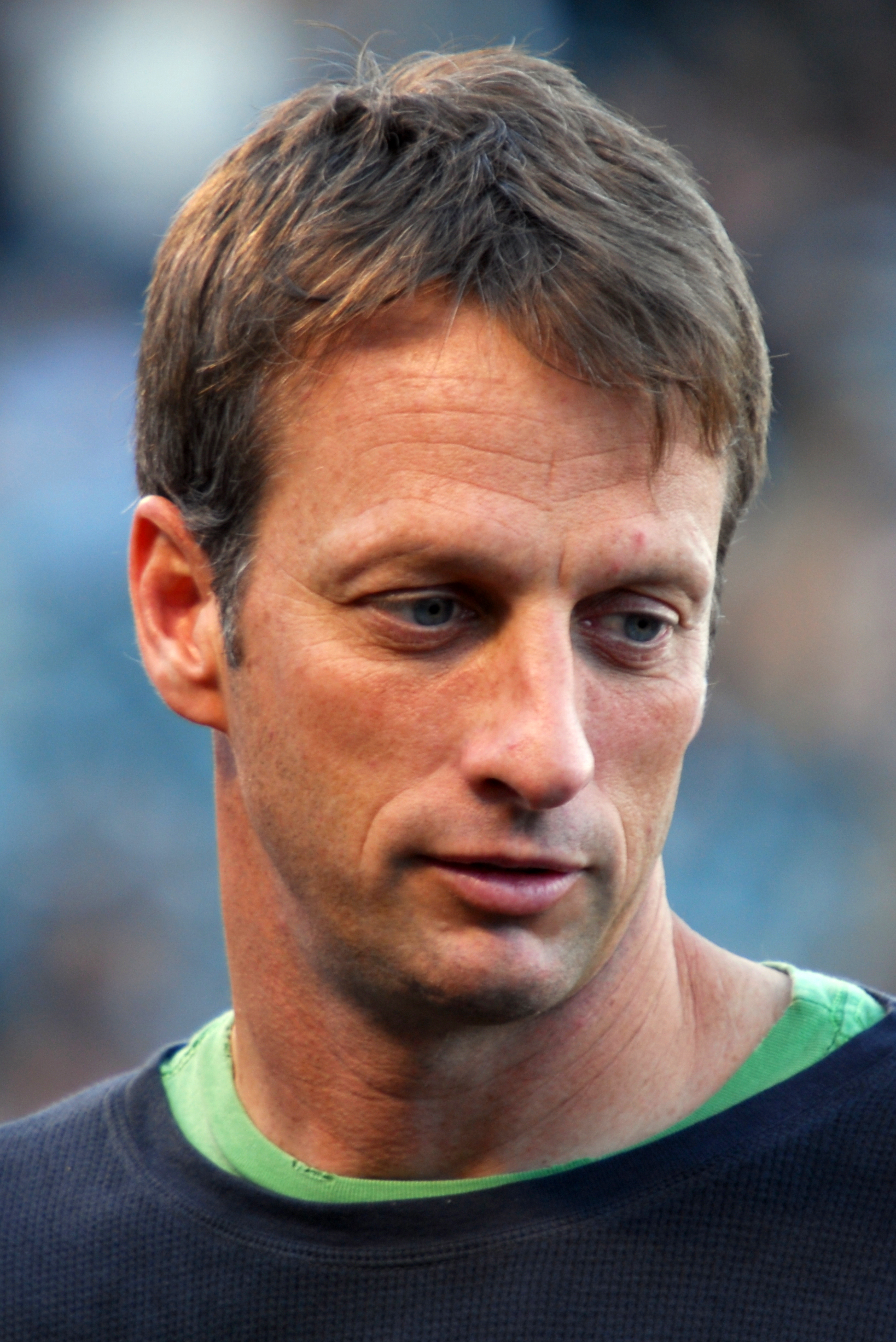
Tony Hawk

### Anthony
- Anthony Bourdain, Amerikaans kok, televisiepresentator en auteur
- Anthony Burgess, Brits auteur en componist
- Anthony Carlisle, Engels chirurg en wetenschapper
- Anthony Caro, Brits beeldhouwer
- Anthony Collins, Engels filosoof
- Anthony Ashley Cooper (1621-1683), Engels politicus, 1e graaf van Shaftesbury
- Anthony Ashley Cooper (1671-1713), Engels politicus, 3e graaf van Shaftesbury
- Anthony Ashley Cooper (1801-1885), Engels politicus, 7e graaf van Shaftesbury
- Anthony Daniels, Brits acteur
- Anthony Davis, Amerikaans basketbalspeler
- Anthony Eden, Brits politicus
- Anthony Edwards, Amerikaans acteur
- Anthony Ervin, Amerikaans zwemmer
- Anthony Fokker,  Nederlands luchtvaartpionier en vliegtuigbouwer
- Anthony Giddens, Brits socioloog en politicus
- Anthony Michael Hall, Amerikaans acteur
- Anthony Stewart Head, Brits acteur en muzikant
- Anthony Hopkins, Engels acteur
- Anthony Horowitz, Engels schrijver
- Anthony Joshua, Brits bokser
- Anthony van Kampen, Nederlands schrijver
- Anthony Kennedy, Amerikaans jurist
- Anthony Kiedis, Amerikaans zanger
- Anthony LaPaglia, Australisch acteur
- Anthony Leggett, Brits natuurkundige
- Anthony Mackie, Amerikaans acteur
- Anthony Martial, Frans voetballer
- Anthony McAuliffe, Amerikaans generaal
- Anthony Miles, Brits schaker
- Anthony Minghella, Brits filmregisseur en scenarioschrijver
- Anthony Modderman, Nederlands politicus
- Anthony Nesty, Surinaams zwemmer
- Anthony Perkins, Amerikaans acteur
- Anthony Phillips, Brits componist, gitarist en toetsenist
- Anthony Quinn, Amerikaans acteur
- Anthony Trollope, Brits schrijver
- Anthony Vanden Borre, Belgisch voetballer
- Anthony Winkler Prins, Nederlandse encyclopedist, schrijver, dichter, dominee en vrijmetselaar

### Antony
- Antony Armstrong-Jones, ook bekend als Lord Snowdon, Brits fotograaf en filmmaker
- Antony Flew, Brits filosoof
- Antony Gooszen, Nederlands militair
- Antony Gormley, Brits beeldhouwer
- Antony Hewish, Brits astronoom
- Antony Kok, Nederlands schrijver en dichter
- Antony Worrall Thompson, Brits chef-kok

### Tony
- Tony Abbott, Australisch politicus
- Tony Adams, Engels voetballer en voetbalcoach
- Tony Banks, Brits componist, pianist en keyboardspeler
- Tony Bell, Belgisch zanger, acteur en komiek
- Tony Benn, Brits politicus
- Tony Bennett, Amerikaans zanger
- Tony Blair, Brits politicus
- Tony Christie, Brits zanger
- Tony Corsari, Belgisch televisiepresentator
- Tony Cragg, Brits beeldhouwer
- Tony Curtis, Amerikaans acteur
- Tony Danza,  Amerikaans acteur
- Tony Dorsett, Amerikaans Americanfootballspeler
- Tony Esposito, Italiaans zanger en muzikant
- Tony Estanguet, Frans kanovaarder
- Tony Gallopin, Frans wielrenner
- Tony Gunawan, Indonesisch-Amerikaans badmintonspeler
- Tony Hawk, Amerikaans skateboarder
- Tony James, Brits bassist
- Tony Kakko, Finse vocalist en toetsenist
- Tony Levin, Amerikaans bassist
- Tony Levin, Brits drummer
- Tony Lewis, Brits popzanger
- Tony Martin, Duits wielrenner
- Tony Martin, Brits zanger
- Tony Moore, Amerikaans comictekenaar
- Tony Randall, Amerikaans acteur
- Tony Richardson, Brits filmregisseur
- Tony Robinson, Brits acteur
- Tony Roche, Australisch tennisser
- Tony Rominger, Zwitsers wielrenner
- Tony Ryan, Iers multimiljonair, filantroop en ondernemer
- Tony Scott, Nederlands rapper en muzikant
- Tony Scott, Brits filmregisseur
- Tony Scott, Amerikaans jazzmuzikant
- Tony Shalhoub, Amerikaans acteur
- Tony Smith, Amerikaans kunstenaar
- Tony Van Parys, Belgisch politicus

## Fictieve figuren
- Anthony Adverse, titel van een Amerikaanse film uit 1936 en naam van het hoofdpersonage
- Anthony Corleone, personage uit de Amerikaanse film The Godfather
- Anthony Edward "Tony" Stark, beter bekend als Iron Man uit de gelijknamige stripreeks
- Anthony Trueman, personage uit de Britse televisieserie EastEnders
- Fat Tony, personage uit de Amerikaanse animatieserie The Simpsons
- Tony Almeida, personage uit de Amerikaanse televisieserie 24
- Tony Montana, hoofdpersonage uit de Amerikaanse misdaadfilm Scarface
- Tony Soprano, hoofdpersonage uit de Amerikaanse televisieserie The Sopranos